# 奄美群島

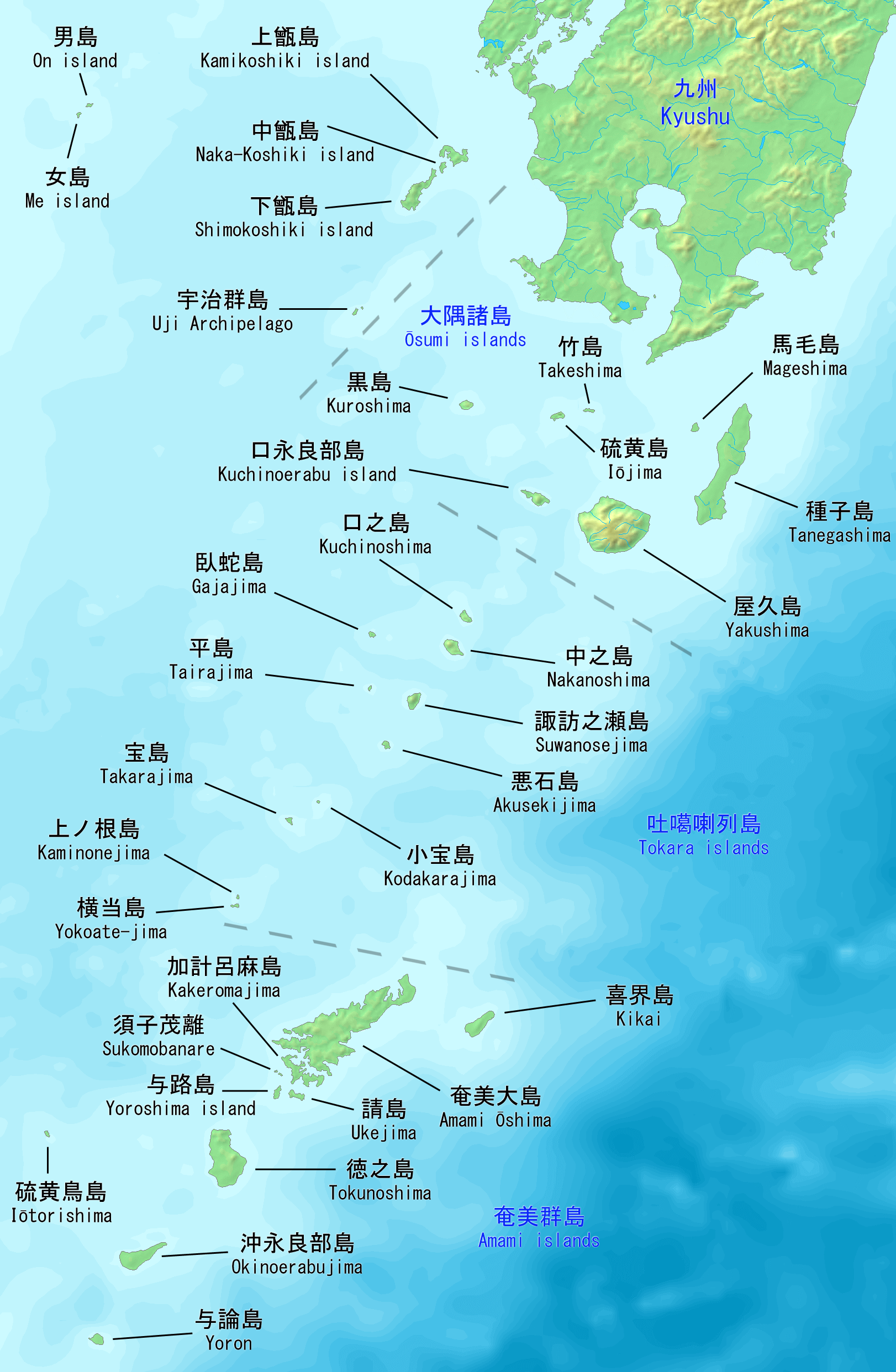
奄美群島（薩南諸島南部）

奄美群島（あまみぐんとう）は、南西諸島内薩南諸島南部にある島嶼群である。行政区分としては、鹿児島県奄美市、大島郡に属する。長さ約200km、総面積約1250km2
。全域が亜熱帯性の南日本気候に属し、珍しい固有種も多数生息する。
有人島には、奄美大島、喜界島、加計呂麻島、請島、与路島、徳之島、沖永良部島、与論島の8つがあり、総人口は約10万人。中心都市は奄美大島の奄美市名瀬。かつては奄美諸島（あまみしょとう）の呼称も用いられていた。

## 概要

### 地理
- 面積：1,231.47km2（一部境界線未定地域あり）[2]
- 人口：104,346人（2010年国勢調査）[2]
- 構成：1市9町2村（奄美市・大島郡大和村・宇検村・瀬戸内町・龍郷町・喜界町・徳之島町・天城町・伊仙町・和泊町・知名町・与論町）[2]

鹿児島市から奄美大島までは約370km、北東端（奄美大島）から南西端（与論島）までは約200km、与論島から沖縄島の辺戸岬までは約25km（那覇市までは約120km）。
- 気候：年間平均気温は21度前後、年間降水量は約3,000mm前後。日本の中でも温暖で雨が多い亜熱帯気候、海洋性気候を呈する[2]。
- 地勢：奄美大島から徳之島の北東部にかけての地域は中生代以前の地層と火成岩からなり、急峻で海岸線も入り組む一方、喜界島や徳之島の南西部、沖永良部島、与論島のサンゴ礁由来の琉球石灰岩からなる地形は平坦で河川が少ない[2]。
- 自然：生物地理区の分類ではトカラ列島を通る渡瀬線を境に北側が旧北区、南側が東洋区とされており、トカラ列島の南に位置する奄美群島は東洋区の北端となる。そのため生物相は九州本土よりも沖縄県に近い。2017年に奄美群島を区域とする奄美群島国立公園が誕生した。2021年に奄美大島と徳之島が、沖縄島北部及び西表島と共に世界自然遺産登録された。

## 名称
初めて文献上に現れたのは『日本書紀』斉明天皇3年（657年）条の「海見嶋」。682年には「阿麻弥人」、714年には『続日本紀』に「奄美」の表記がある。
長らく「奄美諸島」、「奄美群島」と2通りの呼称があり、国土地理院は前者を、法令や海上保安庁海洋情報部は後者を用いてきたが、2010年（平成22年）2月15日に国土地理院と海上保安庁海洋情報部によって構成される地名等の統一に関する連絡協議会は「奄美群島」を決定地名に採用した。
なお、気象庁が予報等で用いる区分としての奄美地方（あまみちほう）は、奄美群島の区域にトカラ列島を加えたもので、自治体としては奄美群島の12市町村と鹿児島郡十島村が相当する。

## 島嶼
| 画像                                                         | 名称       | 面積 (km2) | 人口 (人) | 最高標高 (m) | 最高峰   | 座標                                                                |
| ------------------------------------------------------------ | ---------- | ---------- | --------- | ------------ | -------- | ------------------------------------------------------------------- |
|                                                              | 奄美大島   | 712.35     | 73,000    | 694          | 湯湾岳   | 北緯28度19分35秒 東経129度22分29秒 / 北緯28.32639度 東経129.37472度 |
|                                                              | 喜界島     | 56.93      | 6,628     | 214.0        |          | 北緯29度19分01秒 東経129度56分22秒 / 北緯29.31694度 東経129.93944度 |
|                                                              | 加計呂麻島 | 77.39      | 1600      | 314          |          | 北緯28度07分29秒 東経129度14分41秒 / 北緯28.12472度 東経129.24472度 |
|                                                              | 与路島     | 9.35       | 140       | 297          | 大勝山   | 北緯27度22分08秒 東経128度34分00秒 / 北緯27.36889度 東経128.56667度 |
|                                                              | 請島       | 13.35      | 200       | 400          | 大山     | 北緯28度01分38秒 東経129度14分22秒 / 北緯28.02722度 東経129.23944度 |
|                                                              | 徳之島     | 247.77     | 21,824    | 645          | 井之川岳 | 北緯27度49分12秒 東経128度55分56秒 / 北緯27.82000度 東経128.93222度 |
|                                                              | 沖永良部島 | 93.63      | 11,994    | 246.0        | 大山     | 北緯27度22分08秒 東経128度34分00秒 / 北緯27.36889度 東経128.56667度 |
|                                                              | 与論島     | 20.8       | 5,119     | 98           |          | 北緯27度22分08秒 東経128度34分00秒 / 北緯27.36889度 東経128.56667度 |
|                                                              | 枝手久島   |            |           |              |          |                                                                     |
|                                                              | 須子茂離   |            |           |              |          |                                                                     |
|                                                              | 江仁屋離島 |            |           |              |          |                                                                     |
|                                                              | 夕離       |            |           |              |          |                                                                     |
|                                                              | 木山島     |            |           |              |          |                                                                     |
| 節内の全座標を示した地図 - OSM 節内の全座標を出力 - KML 表示 |            |            |           |              |          |                                                                     |
| 節内の全座標を示した地図 - OSM                               |            |            |           |              |          |                                                                     |
| 節内の全座標を出力 - KML                                     |            |            |           |              |          |                                                                     |
| 表示                                                         |            |            |           |              |          |                                                                     |

なお、徳之島の西方65キロメートルに位置する硫黄鳥島（沖縄県島尻郡久米島町）は、国土地理院では奄美群島に含めないが、海上保安庁作成の水路図誌においては奄美群島に分類されている。

## 政治
- 鹿児島県議会：奄美市区（定数2）と大島郡区（定数2）
- 衆議院選挙区：鹿児島県第2区（選出議員：三反園訓<無所属>）

## 社会
- 2014年11月17日から、奄美群島全域を対象にして、自動車と自動二輪車の「奄美」というご当地ナンバーの交付が始まった。

## 文化
奄美群島の文化は鹿児島県の大隅諸島以北に比べると、沖縄県に近く同じ琉球文化圏にも属している。奄美大島から与論島に、南下するに従って琉球文化の色彩が濃くなっていく。ただし、奄美群島に伝わる風習の中には、沖縄県とも本土とも異なる奄美独自のものや沖縄県より本土に近いものも少なからずあり、方言にも昔の大和言葉の発音などが残っている。
奄美群島で伝統的に話されてきた奄美語(奄美方言)は、言語学的には琉球諸語に属する。島ごと、地域ごとの方言差が大きく、喜界島方言・奄美大島北部方言・奄美大島南部方言・徳之島方言・沖永良部島方言・与論島方言とに分類される。日本語の新方言については全体として標準語をベースにしつつ鹿児島県所属としての薩隅方言の影響、さらに関西弁の影響も見られ、沖縄県の新方言（ウチナーヤマトグチ）とは違うものになっている。また奄美群島の場合、島嶼ごとに新方言が発達する傾向にある（ただし相互の影響はある）。
三味線とチヂンを使って歌われるシマ唄、八月踊りなどの伝統行事に伴う踊り、稲作を中心とした年間サイクルで行われる伝統行事（夏正月のアラセツ、シバサシ、ドンガなど）は琉球とも薩摩とも異なる文化である。
奄美群島の食文化・奄美料理は、歴史的経緯から沖縄料理・薩摩料理との共通点が多い。名物料理としては鶏飯、油ぞうめん、蘇鉄味噌を使った地豆味噌などがあり、奄美黒糖焼酎、みき、がじゃ豆などが名産品として知られる。
奄美群島では元々最初から組み合って技を掛けあう「組み相撲」に分類される「シマジマ（島相撲）」が相撲の主流であったが、1800年代の前半に対戦相手と離れ立合い、組手の駆け引きをしつつ技を掛け合う「立合い相撲」に分類される現在の大和相撲が行われていたことが、薩摩藩士の名越佐源太（1818年-1881年）の著した『南島雑話』に記録されている。

## 教育
大学、短期大学といった高等教育機関は、存在しない。
奄美大島では2004年度より鹿児島大学法文学部の大学院がサテライト教室を、奄美市中央公民館金久地区分館3階にて開講している。鹿児島大学大学院より教授が派遣され、集中講義形式（一部はインターネットによる中継画像）で授業が行われている。事務員を1名同館3階事務室に常駐させている。詳細は、奄美市役所で聞ける。大学卒であれば科目等履修生になることができ、鹿児島大学の大学院の単位を取得できる。また徳之島でも2007年度から開講され、徳之島町亀津の生涯学習センターにて授業が行われている。こちらは初年度は奄美大島からのインターネットの中継画像による授業が多かったが、2008年度からは徳之島で開講される授業が増えた（どちらの島で開講するかは科目ごとの受講生の人数による）。但し2007年度までは文部科学省の助成があった為に受講可能な科目数が多かったが、2008年度からはそれが無くなったためにサテライト教室で受講可能な科目は大幅に減ってしまった。科目は「奄美根ざした講座」が提示されており、受講生はそれぞれの島の社会人である為、授業風景は教授が一方的に講義するよりも、教授と学生との双方向のやりとりが盛んで和気藹々としている。このサテライト教室から鹿児島大学大学院に進んだ生徒が3名いる（2006年度現在）。
過去には1891年から1894年にかけて設置されていた鹿児島師範学校教員養成講習科分教場や、米軍占領統治下の1952年から1953年にかけて設置されていた琉球大学大島分校が存在した。
高校卒業後の専門学校としては、奄美市名瀬に奄美看護福祉専門学校と奄美情報処理専門学校がある。

## マスメディア

### 放送
テレビ放送、AM放送の中継局は設置されている。FM放送はNHKの中継局とコミュニティ放送局のあまみエフエム ディ!ウェイヴ（奄美市。大和村も放送エリア）・せとうちラジオ放送（瀬戸内町）・エフエムたつごう（龍郷町）・エフエムうけん（宇検村）で、鹿児島県を対象地域とするエフエム鹿児島は中継局を設置していない。

### 新聞
地域の新聞社として南海日日新聞と奄美新聞がある。
全国紙・西日本新聞（ブロック紙）においても、新聞社によるが、鹿児島県・宮崎県、更には熊本県などのテレビ面を載せることがある。
なお全国紙、県域地方紙2紙については、現在も本土（南日本のみ鹿児島市、他福岡市か北九州市）から空輸か船便での輸送が必要である都合で、朝刊の配達は早いところでも昼前後、ところによっては夕方（本土で夕刊が配達される時間）か翌朝になることもある。そのため、産経新聞を除く、鹿児島県向けの新聞には、発行日当日と翌日（新聞休刊日は翌々日も）の鹿児島県内のテレビ番組表も収録されている。また沖縄県の3局を視聴できる地域もあり、南日本新聞朝刊（奄美地域では夕刊は配達されていなかったが2009年2月に夕刊は廃刊）の「第2テレビ頁」に、沖縄の3局の翌日（新聞休刊日は翌々日も）の番組表を載せている（奄美のローカル新聞にも掲載）。